# Чичёво (Московская область)
Чичёво — деревня в Орехово-Зуевском муниципальном районе Московской области. Входит в состав сельского поселения Ильинское. Население — 11 чел. (2010).

## Расположение
Деревня Чичёво расположена в юго-западной части Орехово-Зуевского района, примерно в 40 км к югу от города Орехово-Зуево. В 0,1 км к юго-востоку от деревни протекает река Десна. Высота над уровнем моря 129 м.

## История
В 1926 году деревня входила в Барышовский сельсовет Ильинской волости Егорьевского уезда Московской губернии, имелась артель пуговичников.
До 2006 года Чичёво входило в состав Ильинского сельского округа Орехово-Зуевского района.

## Население
В 1926 году в деревне проживало 263 человека (136 мужчин, 127 женщин), насчитывалось 61 крестьянское хозяйство. По переписи 2002 года — 24 человека (12 мужчин, 12 женщин).
| 1926 | 2002 | 2006 | 2010 |
| ---- | ---- | ---- | ---- |
| 263  | ↘24  | ↘15  | ↘11  |